# Hồ Tiềm
Hồ Tiềm (tiếng Trung: 胡潛; bính âm: Hu Qian; ? - 222?), tự Công Hưng (公興), là quan viên nhà Quý Hán thời Tam Quốc trong lịch sử Trung Quốc.

## Cuộc đời
Hồ Tiềm quê ở quận Ngụy, Ký Châu, chưa rõ vì sao lại đến Ích Châu. Hồ Tiềm học thức không đủ uyên bác, nhưng thông minh, nhớ tốt. Chế độ, lễ nghi của tổ tiên, số lượng nghi thức, đồ lễ trong các dịp tế, tang, Tiềm đều nhớ rõ.
Năm 214, Lưu Bị bình định Ích Châu, lấy Hồ Tiềm làm học sĩ, đãi ngộ như thượng tân. Bấy giờ, thời cuộc loạn ly, Lưu Bị lấy Tiềm cùng Hứa Từ, Mạnh Quang, Lai Mẫn quản lý việc thu thập, phân loại, lưu trữ điển tịch, đào thải vô dụng, tuyển chọn hữu ích.
Năm 221, Lưu Bị xưng đế, dẫn tới nảy sinh nhiều vấn đề về mặt lễ nghi. Hồ Tiềm cùng Hứa Từ do đó mà tranh luận gay gắt, rồi giận dữ phỉ báng nhau, thái độ ra mặt. Những vấn đề liên quan đến thư tịch, Từ, Tiềm không những không bổ sung cho nhau, mà ngược lại, thường xuyên vì từng câu từng chữ mà cạnh khóe. Lưu Bị tiếc tài học của cả hai, bèn ở trong một lần yến hội, cho con hát hóa trang, diễn cảnh Từ, Tiềm đánh mắng chửi nhau để tấu nhạc chúc rượu vua đùa. Dù Lưu Bị cố gắng hết sức, nhưng Hứa Từ, Hồ Tiềm vẫn không hòa giải. Ngày đầu còn chỉ dùng miệng lưỡi thiệt hơn, sau thì còn lấy cả dao gậy ra hằm hè. Mãi cho tới sau này chuyện mới tốt đẹp hơn.
Về sau, Hồ Tiềm quan chỉ tới bác sĩ, mất trước Hứa Từ.

## Nhận xét
Tôn Thịnh trong Ngụy thị xuân thu nhận xét: Thục thiếu nhân sĩ, hạng người như Từ, Tiềm mà cũng có ghi chép.
Hồ Tiềm chỉ vì chút chuyện nhỏ, mà cùng Hứa Từ đấu đá đến mấy năm, đến mức Lưu Bị phải tiến hành hòa giải, cho thấy Tiềm là người lòng dạ hẹp hòi, không có phong thái của bậc đại nho.

## Trong văn hóa
Hồ Tiềm không xuất hiện trong tiểu thuyết Tam quốc diễn nghĩa của La Quán Trung.